# Неформальна економіка

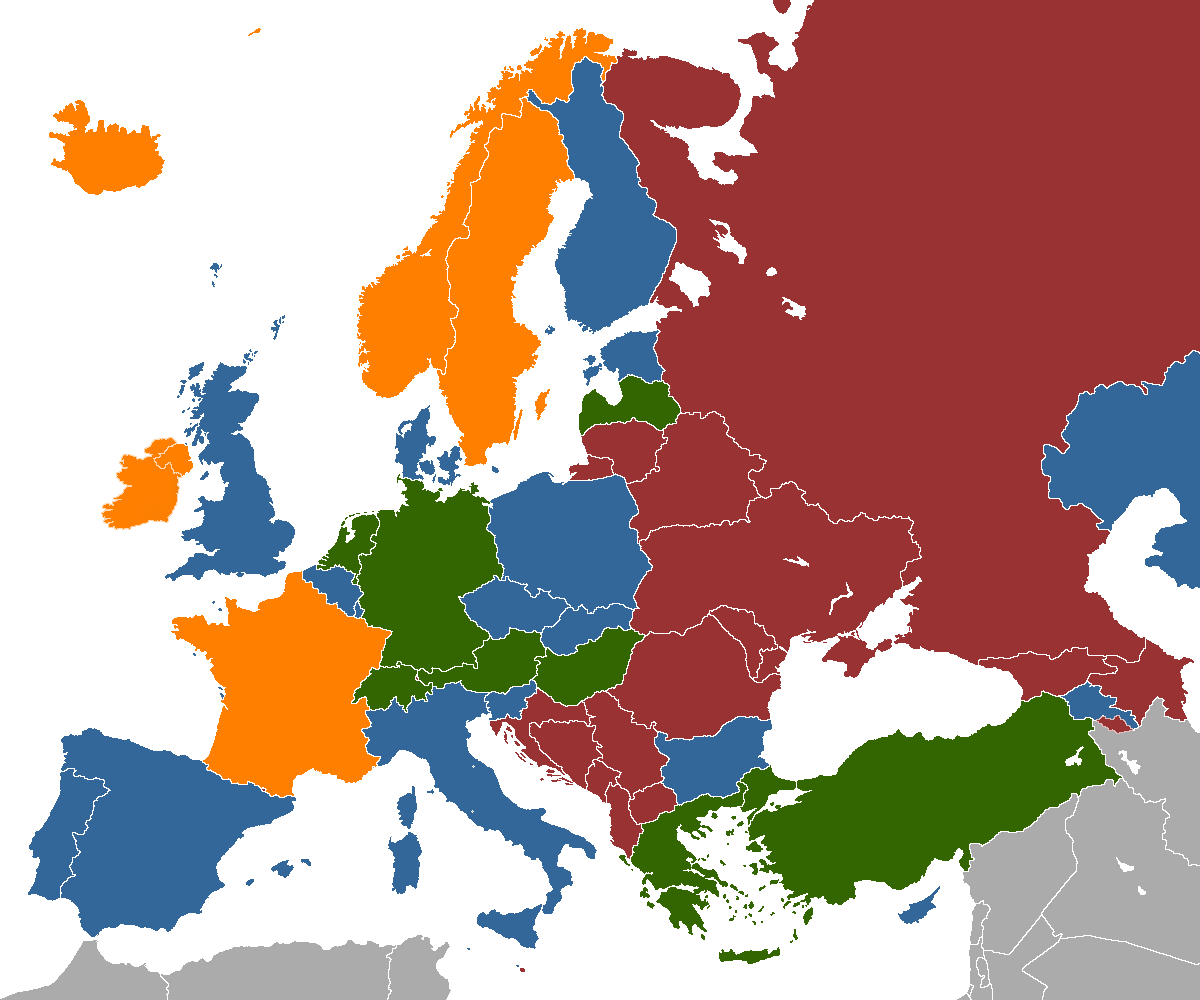
Проституція легальна
Заборонені борделі та сутенерство
Проституція заборонена
Немає даних

 Неформа́льна еконо́міка  (або «підпільна» або «паралельна» економіка)  — це економіка, яка не оподатковується і не контролюється державою. Тому вона не включається у валовий внутрішній продукт країни і означає легальну та нелегальну економічну діяльність, яка не відображена в офіційних цифрах. До неї може бути зарахована вся економічна діяльність, що з різних причин (негрошовий оборот, високі податки, законодавчі заборони і т. д.) не враховується офіційною статистикою і не входить до ВНП. Економісти називають її «неформальною» або «тіньовою» економікою. Хоча, по суті, тіньова економіка складається з легальної діяльності, учасники якої не сплачують податки та не дотримуються законів, проте неформальна (або «підпільна» або «паралельна» економіка) часто розуміється ширше, включаючи також незаконні види діяльності, такі як проституція та торгівля наркотиками, хоча узгодженого чіткого визначення не існує. Чим дорожчими та складнішими є податки та регулювання, тим більшою є неформальна економіка як частка ВВП.

## Опис
Сам термін є прикладом «негативного» визначення, тобто визначення від протилежного, від «офіційної» економіки. серед економістів немає згоди з приводу того, що вважати неформальною економікою.
Чи можна вважати якусь діяльність з економічною мотивацією елементом неформальної економіки визначається, перш за все, законами. При цьому соціальні норми і мораль не є визначальними: наприклад злодійство та грабіж є елементами неформальної економіки, а конфіскація — ні.
В широкому сенсі неформальна економіка тотожня прихованій, закритій від спостереження, в неї підмножинами входять нерегулярна, «Сіра» і тіньова економіки а також багато інших.
Неформальну економіку можна визначити як сукупність відносин, притаманних всій економіці в цілому, або — в рамках економіко-соціологічного підходу — як особливу стратегію (логіку) економічних агентів, спосіб заробити на задоволенні попиту людей, незалежно від легальності здійснюваних дій, і, з іншого боку, можливість суб'єктів економіки переслідувати свої цілі в прийнятніших для них умовах, ніж ті, які існують в рамках законів.
Крім такого широкого сенсу «неформальна економіка» визначається як «сіра» економіка: діяльність з метою отримання вигоди, коли доходи і способи їхнього отримання залишаються за рамками управління державними інститутами, в той час, як схожі види діяльності ними регулюються. «Сіра» економіка — це прихована діяльність, яка могла б бути показана, але тим, хто її здійснює, представляється вигіднішим уникати зайвої уваги контролюючих органів. У це вужче визначення входять легальні види діяльності тіньової економіки (разом з її кримінальними різновидами, див чорний ринок) і не входить соціальна економіка (в тому числі домашня, суспільна та моральна), яка дуже слабко піддається обліку, навіть якщо її не намагаються приховати.

## Історія явища і поняття
Спроби держави регулювати діяльність людей виникли не пізніше, ніж у Шумері. Досі жодна з таких спроб регулювання не була здійснена повністю і до кінця, тому що в будь-яких суспільствах є люди, які прагнуть уникнути регулювання.
Коли формальне регулювання ще не з'явилося, діяльність в рамках неформальних норм вже існувала, і першою її назвою в рамках економічної теорії було «традиційна економіка». Нова назва з'явилася тому, що в нових умовах змінився зміст діяльності, та й використовувалася стара назва в теоріях, які не пояснювали існування і зростання подібної економіки в умовах розвиненої економіки.
У 60-х роках одна з теорій модернізації (девелопменталізм) передбачала, що традиційний сектор економіки в країнах, що розвиваються зникне в результаті економічної прогресу, коли застарілі традиційні форми організації праці будуть витіснені прогресивнішими й ефективнішими новими формами. Цього не відбувалося, більше того, така діяльність навіть розширювалася, і економісти почали докладніше вивчення цього сектора. Виявилося, що він не тільки не скорочується, але навіть вбирає й освоює нові технології, будучи конкурентоспроможнішим у деяких видах діяльності.

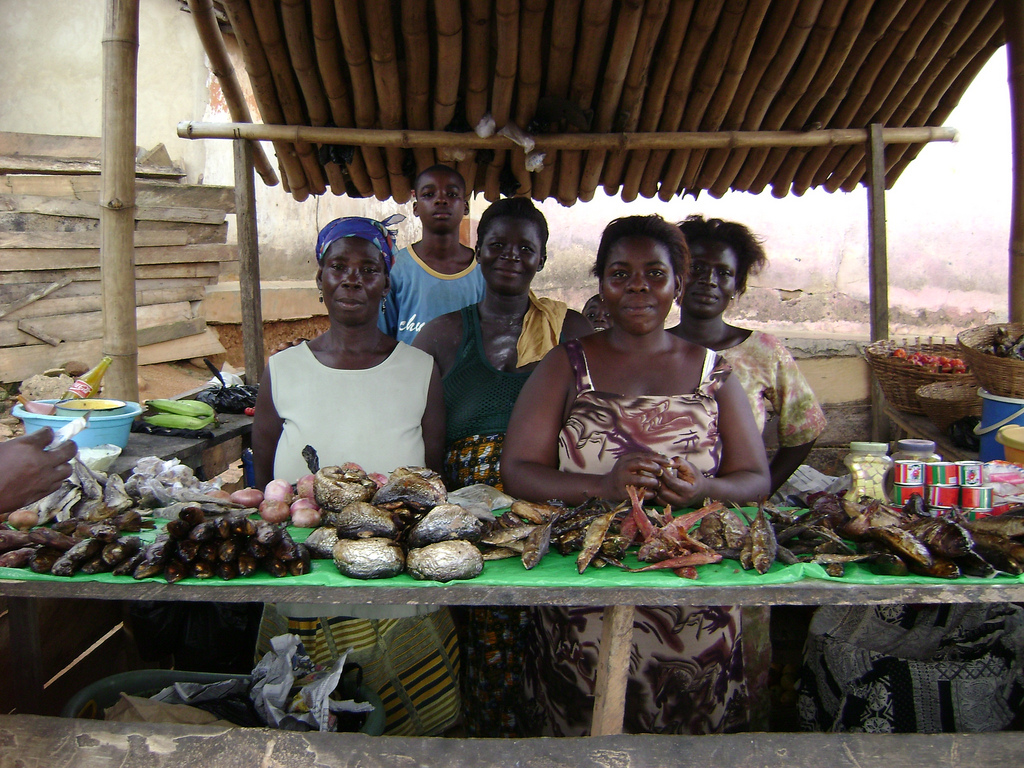
Ринок у Гані

Термін «неформальна економіка» (англ. informal economy) щодо подібної діяльності був введений англійським антропологом Кейтом Хартом, коли він проводив дослідження на замовлення Міжнародної організації праці в 1971 в Гані і в 1972 в Кенії, які показали, що значна частина городян, зайнята в малому та середньому бізнесі, практично не пов'язана з офіційною державною економікою. Він показав, що неформальна діяльність слід ринковою логікою, хоча й існує ряд її суттєвих відмінностей від діяльності в рамках формальної економіки.
Величезний вплив на подальші дослідження неформальної економіки справила книга перуанського економіста Ернандо де Сото «Інший шлях». Де Сото показав, як дії уряду його країни змушували населення ігнорувати закони, що заважають людям просто жити і задовольняти свої потреби. Дії уряду з контролю за виконанням таких законів змушували людей займатися непродуктивною діяльністю: політизованою боротьбою з державою, що призвела до легалізації багатьох незаконних видів діяльності та прав власності, що не змінило загальної картини, тому що з'явилися як нові нелегали, так і нові нелегальні види діяльності.
Критикуючи дії уряду, Сото показав, що економічна система Перу (і багатьох інших країн, що розвиваються) може бути охарактеризована не як ринкова економіка, а як меркантилізм. Ця книга багато в чому переклала відповідальність за існування неформальної економіки з нерозвиненості місцевих жителів на нерозвиненість державних і соціальних інститутів в суспільстві. Також значний вплив на розвиток поняття неформальної економіки надали Рональд Коуз до «Теорії прав власності» і Беккер з книгою «Злочин і покарання: економічний підхід».
Термін неформальна економіка пов'язували з країнами, що розвиваються, де близько половини населення можуть працювати поза системою оподаткування, але, як стало зрозуміло, всі економічні системи містять її в тій чи іншій мірі. Наприкінці сімдесятих років у США з'являється ряд статей, які розкривали для дослідників проблему неформальної економіки в розвинених країнах, зокрема в США (Гутман, 1977; Файг, 1979) і СРСР (1977, Гроссман; Каценелінбойген). Таку економіку стали називати тіньовою, підпільною, нелегальною, наголошуючи на її неформальному характері та прихованості від контролюючих органів, так як у розвинених країнах є в наявності усталеніша система державних та соціальних інститутів і держава має більше можливостей регулювати економічну активність громадян.

## Причини існування
Походження неформальної економіки нерозривно пов'язано з традиціоналізмом. З 1970-х років зростання неформальної економіки спостерігається в більшості не тільки країн, що розвиваються, але й уже розвинених країн Ця тенденція в першу чергу пов'язана з прагненням держави розширити і поглибити правовий контроль за різними галузями діяльності людей. Однак вона може стимулюватися і повільністю держави при регулюванні економіки в умовах мінливої ринкової ситуації або при монополізації транснаціональними корпораціями цілих ринків збуту товарів і послуг.
 Нелегальна економіка — це стихійна і творча реакція народу на неспроможність держави задовольняти основні потреби зубожілих мас ( Ернандо де Сото) 
Індивіди шукають прийнятних форм адаптації на основі раніше сформованого досвіду, морально -етичний базис і конкретні навички господарювання можуть передаватися з покоління в покоління незважаючи на поточне законодавство, тому ухвалення законів без здійснення заходів, які реально впливають на поведінку людей, практично марне. Люди, зізнаючись в незнанні законів, або негативно характеризують їх або контроль за їхнім виконанням для того, аби виправдати подібну діяльність у власній свідомості.

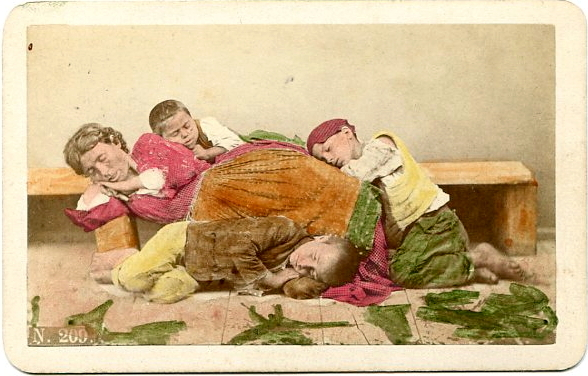
Безпритульні.

Бідність є одночасно наслідком і причиною існування неформальної економіки, оскільки бідні громадяни зацікавлені в отриманні хоч якихось доходів, при цьому законність способу отримання відходить на другий план перед необхідністю виживання. Люди з деяких соціальних груп можуть практично не мати шансів на легальне працевлаштування. У деяких випадках безпритульні самі прагнуть потрапити до в'язниці. Для бідних верств населення втрати часу, пов'язані з заточенням під варту, не так страшні, як штрафи, для багатих, відповідно, страшніші втрати часу ніж штрафи.
Потреби безмежні, сила ж примусу держави обмежена, як обмежені її ресурси, це призводить до неможливості встановлення законності у випадках, коли в державі діють явно невигідні суспільству закони, при цьому люди йдуть на правопорушення навіть під страхом страти. З моделей економіки злочину і покарання випливає, що чим більше прибутку може принести правопорушення, тим більше коштів необхідно буде витратити на його стримування, або тим жорстокіші закони необхідно буде встановити. Корупція законотворчих органів призводить до прийняття законів без балансування інтересів особи, суспільства і держави.
Довіра економічних агентів один до одного як важливий елемент неформальних зв'язків вкрай важлива для існування неформальної економіки. За теорією суспільного договору Руссо держава має виступати як агент-гарант і забезпечувати громадян суспільними благами, однак при приватизації його функцій та повноважень тіньовими структурами вона ці функції втрачає, що призводить до втрати довіри до держави і права як до гаранта дотримання правил.
Устрій держави і законів, на яких вона ґрунтується — недосконалий. Тлумачення права — безперервний процес, не в останню чергу тому, що для написання законів використовують природну мову з усім її різноманіттям смислів. Недосконалість законів обумовлена, в тому числі тим, що для державних органів можуть бути незрозумілі або невідомі громадські звичаї ділового обороту, так і для широких верств суспільства може бути незрозумілий механізм участі у прийнятті законів.
У деяких випадках прийняття закону здійснюється не для того, щоб закріпити якусь схему дій або вирішити наявну у суспільства проблему, а для отримання конкретними людьми або групами матеріальної чи політичної вигоди.

## Типологія
Досі не вироблено однозначної і загальновживаної термінології та класифікації різних форм прихованої від спостереження діяльності. Це пов'язано в першу чергу з багатогранністю явища неформальної економіки, з тим, що дане явище вивчають представники різних наук (антропології, права, психології, соціології, кримінології, економіки різних напрямків та ін) з різних країн, з відмінними законами. Сам характер даної діяльності такий, що про неї складно отримати повні і підтверджені дані. Точно визначити вхідні в неформальну економіку види діяльності неможливо ще тому, що її склад може практично миттєво змінюватися в результаті зміни законів.
| [ 27 ]           | Права іншого господарчого суб'єкта       | Права іншого господарчого суб'єкта |
| Законність       | Порушені                                 | Не порушені                        |
| Закон порушений  | Нелегальна кримінальна «чорна» економіка | Неформальна «сіра» економіка       |
| Закон дотриманий | Внелегальная «рожева» економіка          | Легальна «біла» економіка          |

До нелегальної «рожевої» економіки відносять, наприклад, фінансові піраміди.
| Законність форми діяльності                               | Законність форми діяльності | Дотримання фіскальних правил | Дотримання фіскальних правил |
| Соціальна і домашня економіки                             | +                           | +                            | Офіційна Економіка           |
| Неформальна економіка                                     | +                           | -                            | Тіньова економіка            |
| Нелегальна економіка                                      | -                           | -                            | Фіктивна економіка           |
| (менше) → зв'язок → з офіційною → → → економікою (більше) |                             |                              |                              |

Фіктивна економіка — незаконна діяльність зайнятих в офіційній економіці агентів, пов'язана з прихованим перерозподілом легальних доходів. Подібною діяльністю можуть займатися люди з керівного персоналу, тому цей різновид прихованої економічної діяльності називають також « білокраваткові», і сильно залежить від офіційної економіки. Включає в себе широке коло діяльності, включаючи корупцію, відхід від податків, помилкові банкрутства, промислове шпигунство і часто завдає державі, корпораціям і суспільству більших збитків, ніж інші види прихованої діяльності.

Один з варіантів взаємопроникнення різних типів економік

На наведеному вище малюнку формальна економіка складена з двох секторів: ринкової економіки вільного підприємництва і перерозподільчої економіки державного регулювання. Нерегулярна економіка — робота «на стороні», соціальна — сектор економічної діяльності, який не використовує гроші як засіб обміну, в ньому використовується «соціальний капітал» — Приймаються індивідами зобов'язання.

## Залежність від економічної ситуації

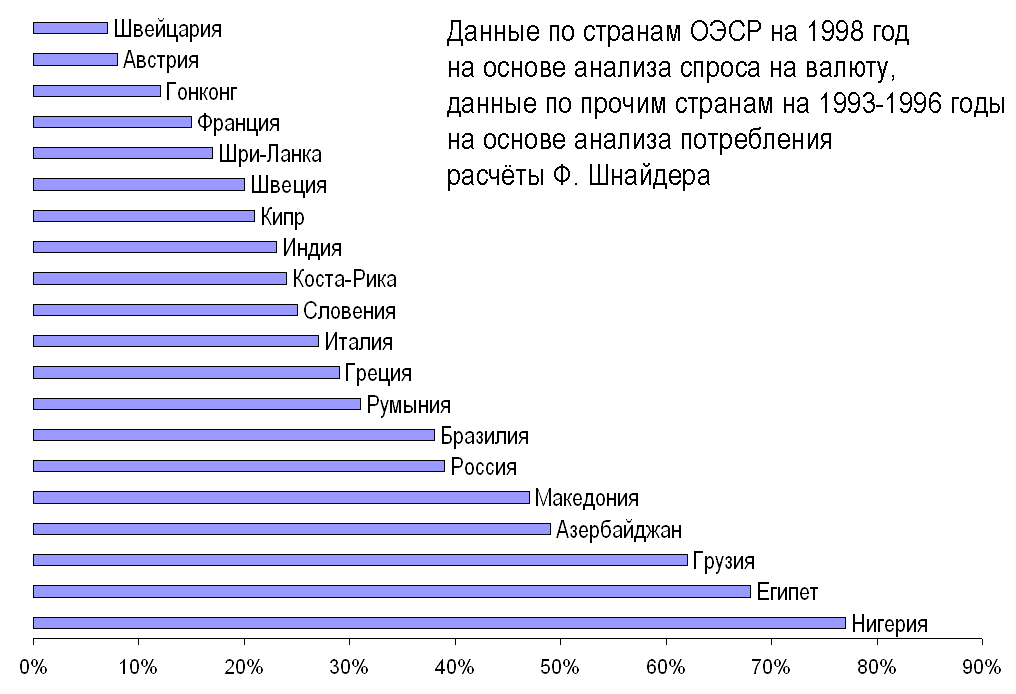
Неформальна економіка у відсотках від ВВП станом на 1998 рік.

### Країни, що розвиваються
В економіці надмірно бюрократизованих і корумпованих країн, що розвиваються неформальна економіка замінює собою економіку офіційну, дозволяючи людям виживати і працювати. При цьому в більшості країн, що розвиваються, виробництво наркотиків з подальшим їхнім експортом (та інша деструктивна діяльність) займає в загальному обсязі неформальної економіки порівняно невелику частку, хоча з цього правила є й винятки: за даними ЦРУ 80-90% споживаного в Європі героїну робиться з виробленої Афганістаном сировини. При цьому безсумнівно, що частина доходів від цього йде на фінансування військових дій, які з одного боку інтерпретуються як тероризм, а з іншого як боротьба за свободу.
Надзвичайно показовим у цьому випадку приклад деколонізації Африки, яка в кінцевому підсумку привела до збільшення сектору неформальної економіки, особливо в Західній Африці. Сам факт деколонізації по-різному оцінюється експертами в залежності від політичних поглядів, але її наслідки, пов'язані з різким розривом економічних зв'язків і демонтажем працюючих громадських інститутів в умовах відсутності національних кадрів управлінців, виявилися часто фатальними. Зниклі в один момент громадські інститути завдали серйозної шкоди економіці країн Африки. Економіка Південної Африки в цілому і до початку нового тисячоліття не досягла рівня, що передує деколонізації в 1960-х роках.
У країнах, що розвиваються найбільша частка неформальної економіки сконцентрована в таких галузях, як будівництво, виробництво одягу, роздрібна торгівля.

### Країни з перехідною економікою
При переході до іншої економічної системі під час розпаду СРСР неформальні відносини дозволили багатьом підприємствам продовжити своє функціонування, сталася переорієнтація неформального сектора з забезпечення населення дефіцитною продукцією (в основному перерозподільна діяльність) на реалізацію дешевшої, поширенішої, і часто менш якісної продукції, при цьому старий неформальний сектор практично розчинився в торговельній діяльності. Контроль держави в країнах з перехідною економікою набагато суттєвіший, ніж у країнах, що розвиваються, і основну складову неформальної економіки становлять операції, приховувані зареєстрованими фірмами від держави.
Якщо розраховувати рівень податкового тягаря як середньозважений для «білого» і «тіньового» секторів економіки, то зниження ставок податків може призвести до підвищення середнього податкового тягаря за рахунок зменшення «тіньового» сектора і збільшення збирання податків. В 2004—2005 роках в Росії частка тіньового сектора знизилася приблизно на 6.2% через запровадження спрощеної системи оподаткування.

### Розвинені країни
Розвинені країни — це держави з розвиненою ринковою економікою, багаторічними традиціями існування ринкових інститутів і стабільною політичною системою з відносно високими рівнями доходів населення і індустріалізацією. Останнім часом частка тіньової економіки в розвинених країнах зростає, що пов'язують зі збільшенням контролю з боку держави.
У 60-ті роки на тлі демонтажу колоніальної системи тривав процес глобалізації економіки розвинених країн, недолік некваліфікованої робочої сили в багатьох з них було вирішено за рахунок міграції з країн третього світу. Цей процес значною мірою сприяв збільшенню неформальної економіки в розвинених країнах, так як менш забезпечені мігранти легше включаються в неформальну економіку.
Велика частка неформальної економіки в сфері послуг, це пов'язано як з тим, що основний капітал зайнятих у неформальному секторі — людський, так і з легкістю уникнення оподаткування при безпосередньому контакті з замовником.
Високий рівень доходів населення розвинених країн дозволяє задовольняти потребу в таких нелегальних предметах розкоші, як наркотики з високою вартістю (наприклад, колумбійського або перуанського кокаїну), але ці витрати становлять невелику частку серед витрат на побутові послуги, будівництво та ремонт. На 1997 рік оборот наркоринку у світовій торгівлі становив 8%.

## Методи оцінки
Як прямих методів оцінки можливе використання даних соціологічних опитувань, наприклад, про зайнятість в неформальному секторі. Існує також велика кількість аналітичних методів оцінки масштабів прихованою економіки. Метод диспропорцій дозволяє встановити ймовірне наявність і зразковий розмір неформального сектора за рахунок різних методик підрахунку одного і того ж показника — наприклад, ВНП окремо за доходами і за видатками.
Зазвичай неформальна економіка в повному масштабі прямо не спостерігається, її розміри оцінюються побічно такими методами:
- За витратами електроенергії. Витрати електроенергії вкрай складно приховати, тому, орієнтуючись на динаміку витрат електроенергії та порівнюючи її з динамікою виробництва можна виявити наявність неформального виробництва. Непридатний для величезної кількості послуг, електроенергії не вимагають. При домінуючою часткою енергоємних виробництв в легальній сфері та відносно малою часткою енергоспоживання в неформальній економіці дає великий розкид отриманих оцінок.
- За попитом на готівкові гроші. У неформальній економіці практично немає безготівкових розрахунків — платежі здійснюються готівкою або бартером, тому чим більше в економіці необхідні готівкові гроші, тим, за інших рівних, більше неформальний сектор економіки.

У рамках монетарного методу оцінки за попитом на готівкові гроші приймаються положення про те, що
- В неформальній економіці розраховуються готівкою, оскільки платіжні документи можуть бути доказами в суді,
- У формальній та неформальній економіці однієї країни швидкість обігу грошей приблизно рівна,
- Протягом певного періоду часу співвідношення грошових агрегатів в офіційній економіці залишається незмінним
- Існує необхідний для порівняння період часу, коли неформальної економіки практично не було і нею можна було знехтувати.

Очевидна недоліки даного методу, оскільки
- В неформальній економіці застосовують бартерні розрахунки, інші засоби платежу, наприклад папери на пред'явника,
- Немає обґрунтування того, що співвідношення грошових агрегатів в економіці залишається незмінним,
- Є підстави вважати що в неформальній економіці з її прямим зв'язком споживача і виробника швидкість обігу грошей менше,
- Коректність виділення і порівняння з базовим періодом не враховує безлічі як соціально-економічних так і історично-політичних чинників.

Проте даний метод використовується (аналіз обсягу грошових операцій, метод Гунтманна, Файг), і навіть розвивається з застосуванням кореляційно-регресійних моделей, що враховують доходи, податки, процентні ставки і власне функціонування неформального сектора.
Непрямі методи дають, зазвичай, завищену оцінку, прямі методи, навпаки, дають занижену оцінку, імовірно тому що при прямому аналізі індивіди схильні приховувати свою участь у неформальній економіці доступними їм методами, а при непрямому на оцінку впливає багато факторів, що не піддаються корекції.
Хоча зустрічаються оцінки тіньової економіки з точністю до десятих відсотків, але при цьому різні навіть комбінування різних підходів оцінки частки неформальної економіки явно не дозволяє домагатися настільки точних результатів: наприклад оцінки частки неформальної економіки в США 1977—1978 рр. змінювались від 4.4% — 10% до третини всього обсягу економіки. Це пов'язано з використанням непрямих методів вивчення неформальної економіки, прямий збір інформації про яку в більшості випадків є неефективним.
Труднощі збору інформації для аналізу неформальної економіки можуть бути пов'язані, наприклад, з труднощами достовірного поділу певних економічних явищ на формальні і неформальні. Так, у 1990-ті роки в умовах перехідної економіки в Україні та Росії був дуже поширений бартер як вид відносин, при цьому найчастіше бартер маскував поняття, що в кримінальному законодавстві іменується як комерційний підкуп: формально одна партія товару обмінювалася на іншу партію товару, насправді ж паралельно сторона, яка більше була зацікавлена в здійсненні даної угоди, платила іншій.

## Практичні види, специфіка і заходи боротьби

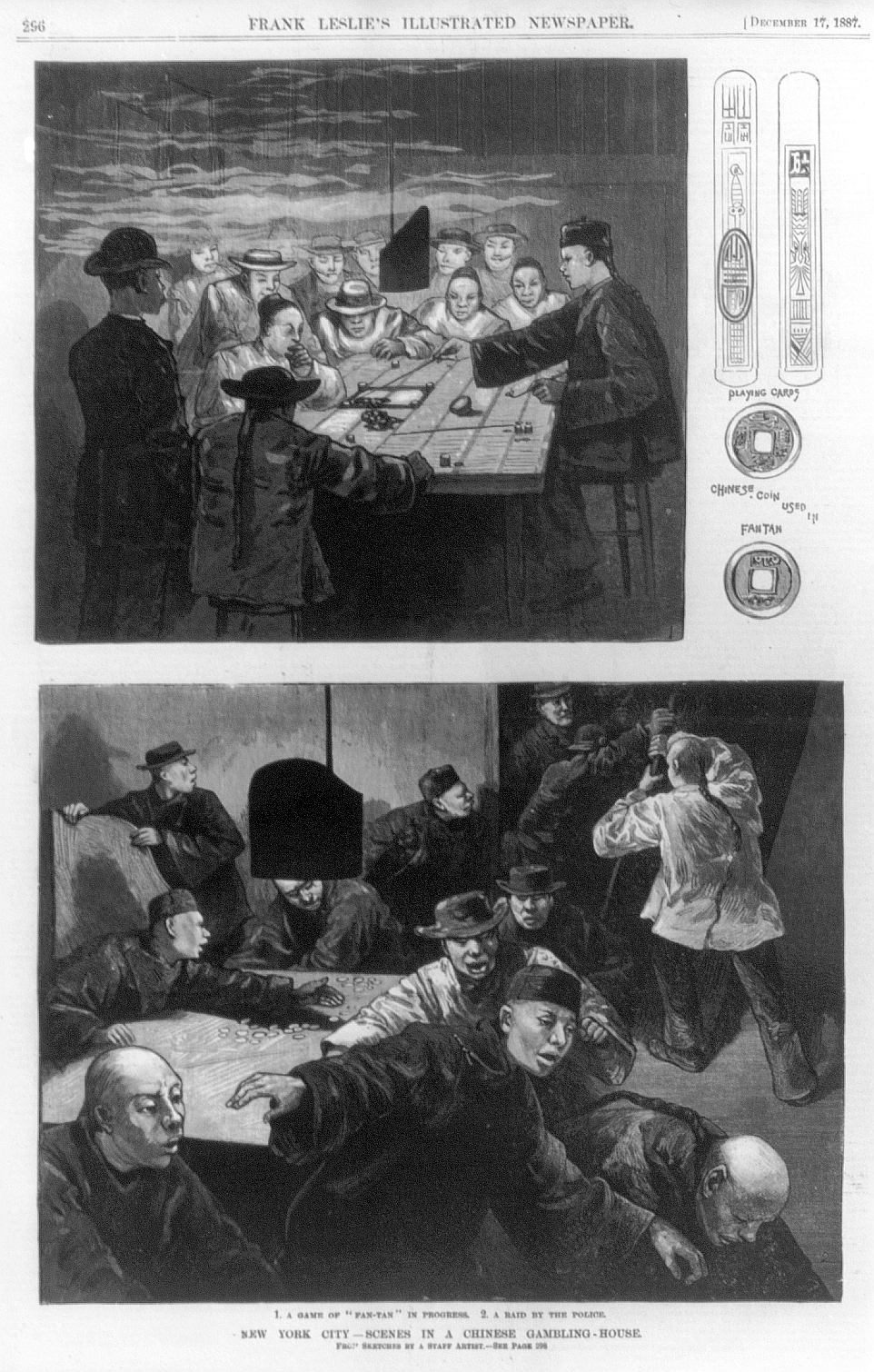
Китайська гральний будинок, Нью-Йорк, 1887.

Серед нелегальних, але прибуткових видів діяльності є такі, як
- крадіжки, пограбування, розбій;
- Корупція — порушення посадових повноважень у корисливих цілях;
- Відмивання грошей — додання незаконно отриманим коштам видимості легальності, у тому числі за допомогою «обналічки»;
- Контрабанда — порушення митних норм;
- Браконьєрство — порушення правил полювання, рибного лову й рубки лісу;
- Виробництво підробленої (контрафактної) або не врахованої у звітах продукції;
- «Тіньова наука» — розробка нових синтетичних наркотиків, програм для злому банківських систем та інформаційного шахрайства[41]
- Найм нелегальних мігрантів

Серед видів діяльності, які часто заборонені, є такі, як
- рейдерство
- Азартні ігри
- Проституція, розповсюдження порнографії
- Деякі медичні послуги (аборт, евтаназія)
- Поширення психоактивних речовин[42]
- Та інші,

попит на які штовхає людей на порушення законів.
Чим вище прибутковість галузі і чим сильніше вона регулюється, тим, за інших рівних умов у ній буде більше частка неформальної економіки.

### Незаконна торгівля
Іноді заборонні заходи призводять до зворотного ефекту. Як приклад часто призводять зростання цін і обсягів торгівлі «чорним деревом» (чорношкірими рабами) у часи, коли рабство в США було дозволено, а ввезення рабів з Африки — заборонено; також наводять як приклад ситуацію з забороною наркотиків, значне зростання споживання яких сталось саме після їхньої заборони. Економічний механізм при цьому досить схожий: спочатку заборона створює дефіцит, через дефіцит ціни підвищуються до рівня, що компенсує підвищений ризик, можливість отримати надвисокі прибутки стимулює пропозиція, збільшення величини якого, в свою чергу, стимулює попит.
Через нееластичність попиту на наркотики і алкоголь з боку залежних від них споживачів заборонні заходи часто виявляються малоефективними, оскільки споживачі готові компенсувати ризики виробників і розповсюджувачів. Одні дослідники «економіки наркотиків» в рамках економіки злочину і покарання стверджують, що посилення заборонних заходів виправдано, інші — що необхідно повністю легалізувати дану сферу, треті — що медична легалізація із збереженням контролю може декріміналізовать дану сферу без негативних наслідків.

### Порушення авторських прав
У деяких випадках заборонні заходи складно ввести через технічні обмеження. Придбання легальних версій власницького програмного забезпечення, захищених від розповсюдження авторським правом фільмів і музики пов'язане з відрахуванням значних сум звуко- та кіно-записуючим компаніям, але тому що дані блага можуть (після копіювання) споживатися практично необмеженою кількістю споживачів без зменшення корисності, яку кожен з них отримує, і вкрай складно при масових продажах обмежити доступ до них інших осіб, то це наближає згадані блага до суспільних благ. Норми авторського права повинні знаходити баланс між стимулюванням авторів до створення творів і позитивним економічним ефектом від вільного використання даних благ.

### Сухий закон

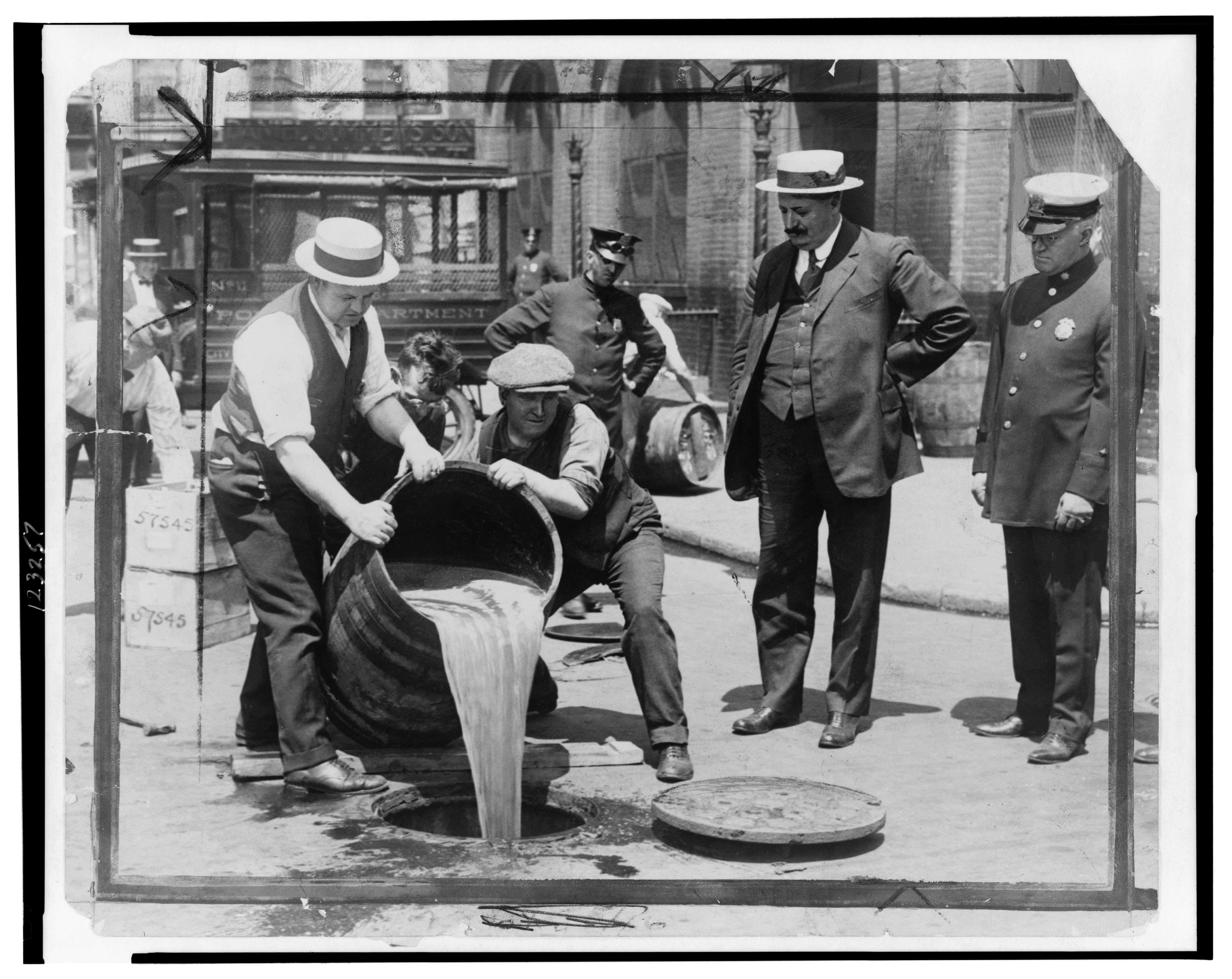
Поліція виливає алкоголь у каналізацію.

Масштаби неформальної економіки лікеро-горілчаного сектора дозволяють представити такі дані: у 1996 році потужності всіх російських горілчаних заводів становили 230 млн декалітрів, а їхнє офіційне завантаження становило 30%, в той же час, за 1996 рік у Росії було продано 214 млн декалітрів горілки й лікеро-горілчаної продукції. Таким чином, близько двох третин проданої горілки було вироблено нелегально.
Під час «напівсухого» закону в СРСР продаж одеколону зросла у півтора рази, реалізація клею — більш ніж на 30%, а рідини для очищення скла — на 15%. При цьому, у зв'язку з введеними обмеженнями, споживання спиртних напоїв в перерахунку на етанол зменшилася приблизно на 40%. Кустарне виробництво було сильно відчутно в масштабах всієї економіки — споживання цукру в зв'язку з самогоноварінням зросло на 20%. Витрати на легальне отримання алкогольних напоїв складалися з порівняно невисокій вартості алкоголю і сильно збільшених трансакційних витрат.

### Сквотинг

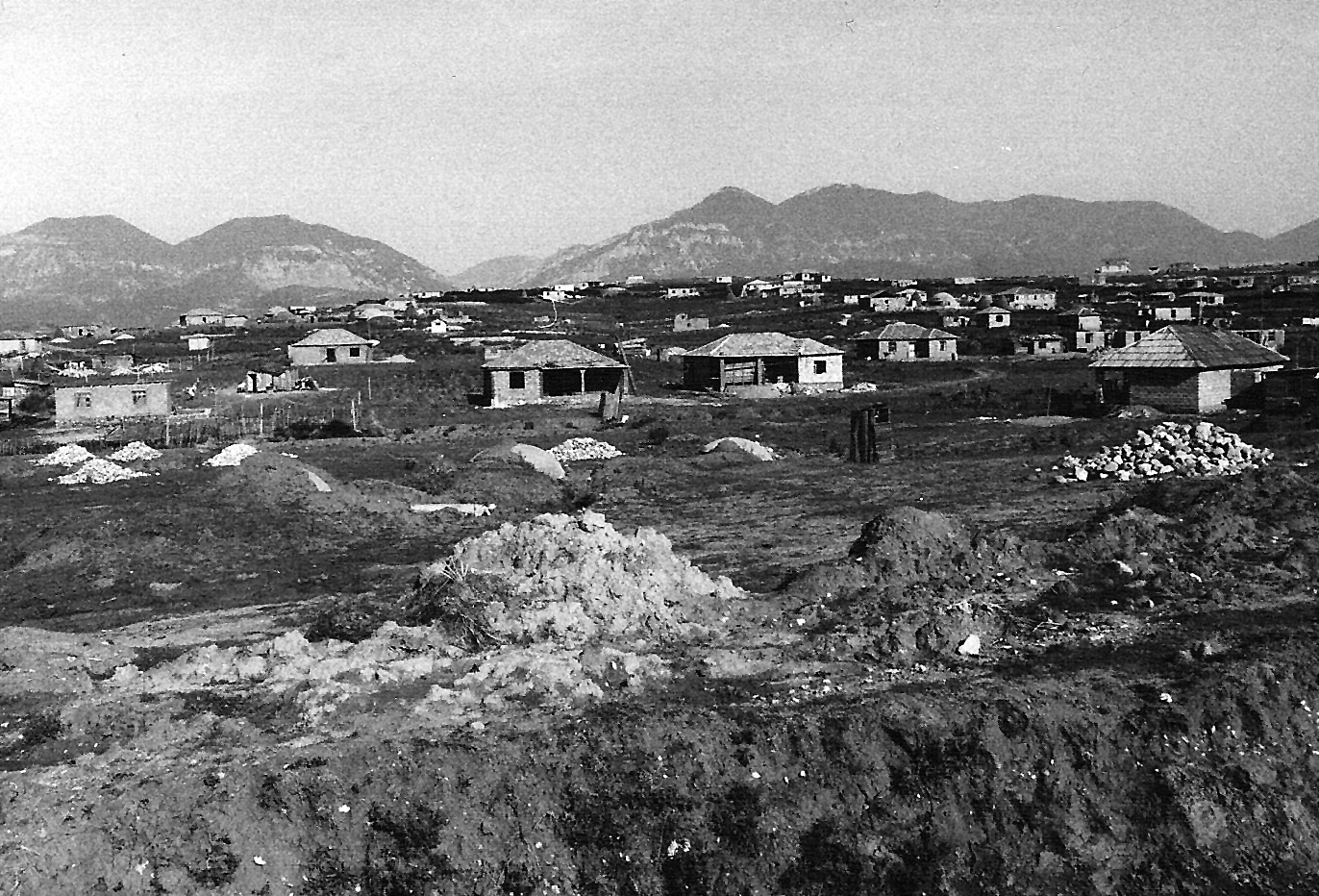
Незаконне поселення на північ від Тирани

В умовах жорстких обмежень на придбання землі у власність може розвиватися її самозахоплення. Незаконне захоплення землі може здійснюватись як одинаками, так і в масовому порядку. При цьому особлива увага приділяється швидкості зведення тимчасових будівель та огорожі. Люди, що зневірилися в шансах отримати землю законним чином, заздалегідь готують запаси, будматеріали, з тим щоб встигнути заснувати поселення до того, як їм зможуть перешкодити представники влади. Великі поселення навіть мають подобу суду — його, звичайно, здійснює обраний людьми лідер, який може також представляти поселення перед владою з тим, щоб вони його легалізували.

### Рекеті держава
Сицилійські мафіозі займалися рекетом бізнесу протягом століть, практично дублюючи систему державної влади. Саме існування мафії в значній мірі ґрунтувалося на слабкості державної влади на історично відокремлений від Італії острова Сицилія та багатовікової традиції. У період диктатури Муссоліні мафія практично була пригнічена в умовах посилення диктаторської держави.
Однак у період після падіння режиму Муссоліні, в післявоєнний період, у зв'язку з ослабленням ролі центрального уряду, мафія знову стала відігравати домінуючу роль на острові. Зрештою, після стабілізації економіки Італії в 1960-х роках і посилення ролі держави, за участю релігійного ордена єзуїтів був реалізований оригінальний спосіб боротьби з мафією:
- виховання кадрів для регіональних державних і політичних структур, які здійснювали цю боротьбу,
- Конфісковані кошти мафії прямували до спеціального фонду, і, наприклад, у випадку якщо мафіозі спалювали крамницю, майстерню або магазин, господар якого відмовлявся платити їм «за захист», втрати таких потерпілих компенсувалися з цього фонду (навіть з деяким перевищенням).

Таким чином, були створені умови, коли у владні структури прийшли люди, які забезпечують реальне виконання законів, що створюють у людей економічні стимули не підтримувати рекет так, що мафіозі не змогли більше здійснювати дану діяльність в колишніх масштабах.